# Pseudoxyrhopus ankafinaensis
Pseudoxyrhopus ankafinaensis är en ormart som beskrevs av Raxworthy och Nussbaum 1994. Pseudoxyrhopus ankafinaensis ingår i släktet Pseudoxyrhopus och familjen snokar. Inga underarter finns listade i Catalogue of Life.
Denna orm förekommer på Madagaskar i en liten region i distriktet Ambohimahasoa. Arten lever i bergstrakter vid cirka 1400 meter över havet. Individerna vistas i fuktiga bergsskogar. Honor lägger antagligen ägg.
Beståndet hotas av skogsröjningar och svedjebruk. Det senaste fyndet är från 1880-talet. Kanske är arten redan utdöd. IUCN kategoriserar arten globalt som akut hotad.